# Aimé Perret
Aimé Perret, född 29 oktober 1846 i Lyon, död 18 juni 1927 i Bois-le-Roi, Seine-et-Marne, var en fransk målare.
Perret blev utbildad på konstskolan i sin hemstad och senare i Paris under Antoine Vollon. Deltagandet i det fransk-tyska kriget (var med i Belforts försvar) avbröt för en tid hans konstnärliga verksamhet. Redan i Lyon hade han gjort succé med Saônebrädden i dimma (1867). En studieresa (1871) till La Bresse blev fruktbar för hans konst. Från den hämtade han ofta senare motiv till sina folklivsskildringar. Dop i La Bresse (1877) vann stort erkännande, ännu mer Sista smörjelsen (Luxembourgmuseet). Han målade vidare Sädesman (1881), Lantlig bal i Burgund under 1700-talet (1883), Vinskörd i Burgund, Femtioårsdagen (1888), Skymning (1890), Förlovade (1892), Före ovädret (1894), Herdinna med får (utställd i Köpenhamn 1919). Också porträtt, exempelvis av skådespelerskan Anna Judic (1878).